# Le Touquet Railway Crossing Cemetery
Le Touquet Railway Crossing Cemetery is een Britse militaire begraafplaats met gesneuvelden uit de Eerste Wereldoorlog, gelegen in het Belgische dorp Waasten, een deelgemeente van Komen-Waasten. De begraafplaats ligt in het zuiden van de gemeente bij het gehucht Touquet. Ze werd ontworpen door George Goldsmith en wordt onderhouden door de Commonwealth War Graves Commission. Het terrein heeft een onregelmatige vorm en wordt omsloten door een bakstenen muur. Aan de oostzijde staat het Cross of Sacrifice. Op deze kleine begraafplaats worden 74 Britten herdacht.

## Geschiedenis
Touquet lag tijdens de oorlog dicht bij het front. Het terrein lag aan een overweg op de spoorweg van Komen naar Armentiers. Ze werd gebruikt van oktober 1914 tot juni 1918. Onder de 74 doden die hier worden herdacht behoren er 28 tot de 1st Rifle Brigade die omkwamen in oktober en november 1914. Drie doden worden herdacht met Special Memorials omdat hun graven niet meer gelokaliseerd konden worden en men neemt aan dat ze zich onder een naamloze grafzerk bevinden. Er liggen ook 24 niet geïdentificeerde slachtoffers. 

## Minderjarige militairen
- schutter Joseph Harrington van de Rifle Brigade en soldaat T.H. Woolley van de Sherwood Foresters (Notts and Derby Regiment) waren 17 jaar toen ze sneuvelden.